# Grido (film)
Pour plus de détails, voir Fiche technique et Distribution.
Grido est un film documentaire italien réalisé par Pippo Delbono et sorti en 2009.

## Fiche technique
- Titre : Grido
- Réalisation : Pippo Delbono
- Scénario : Pippo Delbono
- Photographie : Cesare Accetta
- Son : Daghi Rondanini
- Montage : Jacopo Quadri
- Production : Compagnia Pippo Delbono - Downtown Pictures - Provincia Autonoma di Trento
- Distribution : Pierre Grise Distribution
- Pays :  Italie
- Genre : documentaire
- Durée : 75 minutes
- Date de sortie : France - 17 juin 2009

## Sélection
- Festival international du film de La Rochelle 2014[1]